# Jeff Horn
Jeffrey Christopher Horn jr. (* 4. Februar 1988 in Brisbane) ist ein australischer Profiboxer und ehemaliger Weltmeister der WBO im Weltergewicht.

## Amateurkarriere
Er begann erst im Alter von 18 Jahren mit dem Boxen, wurde 2009, 2011 und 2012 Australischer Meister im Halbweltergewicht und gewann in dieser Gewichtsklasse auch die 10. Arafura Games 2011 in Darwin. Ebenfalls 2011 nahm er an den Weltmeisterschaften in Baku teil, unterlag jedoch in der zweiten Vorrunde nach Punkten gegen den späteren Weltmeister Éverton Lopes aus Brasilien. Im März 2012 gewann er die ozeanische Olympiaqualifikation in Canberra und startete anschließend bei den Olympischen Sommerspielen 2012 in London. Dort besiegte er im Halbweltergewicht Gilbert Choombe aus Sambia (19:5) und Abderrazak Haouia aus Tunesien (17:11), ehe er im Viertelfinale gegen Denys Berintschyk aus der Ukraine (13:21) verlor.

## Profikarriere
Im März 2013 gewann er seinen ersten Profikampf. Im September 2013 gewann er die australische Meisterschaft im Weltergewicht durch einen K.-o.-Sieg in der ersten Runde gegen Samuel Colomban (Bilanz: 21 Siege – 5 Niederlagen). Im Dezember gewann er einstimmig nach Punkten gegen Naoufel Ben Rabah (37-3). Im Juli 2014 besiegte er zudem Fernando Ferreira da Silva (32-3) einstimmig. Im Dezember 2014 besiegte er Robson Assis (14-0) durch K. o. in der fünften Runde.
Im Juni 2015 schlug er Richmond Djarbeng (19-2). Am 1. August 2015 gelang ihm ein vorzeitiger Sieg gegen Wiktor Plotnikow (32-2). Im Dezember 2015 gewann er gegen Ahmed El Mousaoui (22-1).
Am 27. April 2016 schlug er den Veteranen Randall Bailey (46-8) vorzeitig durch Aufgabe nach der siebenten Runde und gewann dadurch die Interkontinentalen Titel von IBF und WBO. Im Oktober 2016 besiegte er den Deutschen Rico Müller (20-1) und im Dezember 2016 den Südafrikaner Ali Funeka (39-5).
Am 2. Juli 2017 besiegte er überraschend Manny Pacquiao (59-6) einstimmig nach Punkten und wurde dadurch WBO-Weltmeister im Weltergewicht. Seine erste Titelverteidigung bestritt er am 13. Dezember 2017 gegen Gary Corcoran (17-1) und gewann durch technischen Knockout in der elften Runde.
Am 9. Juni 2018 verlor er seinen WM-Titel durch eine TKO-Niederlage in der neunten Runde an Terence Crawford (32-0). Seinen nächsten Kampf gewann er am 30. November 2018 durch K. o. in der ersten Runde gegen Anthony Mundine (48-8).
Seinen nächsten Kampf bestritt er erst neun Monate später am 31. August 2019 gegen Michael Zerafa (26-3) und verlor durch TKO in der neunten Runde. Im Dezember 2019 gewann er jedoch den Rückkampf durch einen knappen Punktesieg über zehn Runden.
Am 26. August 2020 verlor er durch TKO in der achten Runde gegen Tim Tszyu (15-0).